# Арозио
Арозио (итал. Arosio) је насеље у Италији у округу Комо, региону Ломбардија.
Према процени из 2011. у насељу је живело 4960 становника. Насеље се налази на надморској висини од 299 м.

## Становништво
Према резултатима пописа становништва 2011. у општини је живело 4.987 становника.
| 1931. | 1936. | 1951. | 1961. | 1971. | 1981. | 1991. | 2001. | 2011. |
| ----- | ----- | ----- | ----- | ----- | ----- | ----- | ----- | ----- |
| 1.781 | 1.757 | 2.195 | 2.622 | 3.548 | 3.662 | 4.271 | 4.469 | 4.987 |